# やぎざわ梨穂
やぎざわ 梨穂（やぎざわ りお、1961年1月8日  - ）は、日本の漫画家。女性。東京都出身。三輪田学園高卒業。東京デザイナー学院でアニメーションを学ぶ。夫は漫画家の林晃。
「月刊OUT」へのイラスト投稿がきっかけで1981年にデビュー。初期はOUT別冊の「アニパロコミックス」でのパロディ漫画が主であった。90年代にかけて青磁ビブロスのBL漫画誌「パッツィ」や竹書房の「コミックガンマ」などでオリジナル作品を発表したが、2000年代以降は漫画家としての活動は停止している。

## 単行本
- 戦場で…!?（みのり書房、OUTコミックス、1987年）全2巻[3]
- イヴとマリア（原作：あきづき笙、光文社、VALシリーズ、1988年）[4]
- アーネスト・ジャイブ（光文社、VALシリーズ、1989年）[5]
- 禁断のデ・ジャ・ヴュー（みのり書房、OUTコミックス、1990年）[6]
- ＭＹ魔いんどサーガ（青磁ビブロス、パッツィコミックス、1992年）[7]
- バック・アタッカー（光文社、光文社コミックス、1992年 - 1993年）全2巻[8]
- ベルベット・ポウ（光文社、VCシリーズ、1995年）[9]

## イラスト
- 月刊OUT（1980年3月号）「悩ましのアルテイシア」
- 月刊アスキー別冊「PC6000 NOTE No.1」（アスキー、1983年）
- 縄文伝説（小林秀敏、光文社、1985年）
- 放浪王ガルディスシリーズ（神江京、青心社文庫、1990年 - 1997年）全7巻
- マンガの技法 : 第2巻 ペンによるキャラ表現の基本をマスターしよう（ゴー・オフィス、やぎざわ梨穂著、グラフィック社、2002.10）
- マンガの技法 : 第4巻 女のコキャラをマスターしよう（ゴー・オフィス、やぎざわ梨穂著、グラフィック社、2003.12）